# حسنا الآن (أغنية)
حسنا الآن (بالإنجليزية: All Right Now) أغنية لفريق موسيقى الروك الإنجليزي «فري». صدرت الأغنية عام 1970، وحققت المركز الثاني على قوائم أفضل الأغاني الفردية في المملكة المتحدة، والمركز الرابع على قائمة البيلبورد الهوت للأغاني الفردية في الولايات المتحدة. ظهرت الأغنية ضمن ألبوم «نار وماء» للفريق. تم إعادة مزج الأغنية وإعادة إصدارها في عام 1991، لتصل إلى المركز الثامن على قوائم أفضل الأغاني الفردية في المملكة المتحدة.
حققت الأغنية المرتبة الأولى في أكثر من 20 منطقة وتم الإعتراف بها لدى الجمعية الأمريكية للملحنين والمؤلفين والناشرين ASCAP في عام 1990 لوصولها إلى إنتاج مليون نسخة، بالإضافة إلى الأداء الحي على المسارح. في عام 2006 منحت «منظمة بث الموسيقى BMI» جائزة بث أكثر من ثلاث ملايين بث في الولايات المتحدة.
وفقًا لقارع الطبول بالفريق سيمون كيرك قال: «كتب الأغنية عازف الجيتار آندي فريزر والمغني بول رودجرز، وكان ذلك في مبنى اتحاد طلاب دوريهام، في دنيلم هاوس، وتم ذلك بعد حفلة سيئة في دوريهام، كانت مجموعة أغانينا في ذلك الوقت غالبًا بطيئة ومتوسطة الإيقاع من أغاني البلوز التي كانت جيدة إذا كنت طالبًا يجلس بهدوء ويومئ برأسه على الإيقاع، وأنهينا عرضنا وخرجنا من المسرح، وكان التصفيق قد مات قبل أن أقوم حتى برفع آلة الطبلة، وكان من الواضح أننا بحاجة إلى أغنية روك قوية لإغلاق عروضنا. وفجأة، صدم الإلهام فريزر وبدأ في غناء هذه الأغنية، جلس وكتبها هناك في غرفة الملابس، ولم يستغرق ذلك أكثر من عشر دقائق» أكد فريزرهذه الرواية.
لم يكن الفريق قادرًا على متابعة النجاح بعد ذلك، بأغنية أخرى، حيث توقفت الأغنية التالية «سارق» عند المركز 49 في أمريكا ولم تتواجد على الإطلاق في قوائم الأغاني في المملكة المتحدة. أفاد قارع الطبول بالفريق سيمون كيرك لموقع «حقائق الأغاني»: «لقد أصبحت أغنية» حسنا الآن«حملًا ثقيلًا على أعناق أعضاء الفريق، كان نجاح الأغنية نجاحًا كبيرًا في جميع أنحاء العالم، فقط لأننا أردنا الحصول على لحنًا يمكن للناس أن يرقصوا عليه».
قام كثير من المغنيين والفرق الغنائية بتسجيل هذه الأغنية ومنهم النجم رود ستيوارت الذي ضمنها في ألبومه «تمويه» لعام 1984.

## طاقم العزف والتسجيل
- بول رودجرز: غناء رئيسي
- بول كوسوف: جيتار كهربائي
- آندي فريزر: جيتار باس وبيانو
- سيمون كيرك: طبول[13]

## كلمات الأغنية
وقفت هناك في الشارع There she stood in the street
تبتسم من رأسها إلى قدميها Smiling from her head to her feet
قلت مهلا، ما هذا؟ I said hey, what is this
الآن حبيبتي، ربما هي بحاجة إلى قبلة Now baby, maybe she's in need of a kiss
قلت مرحبًا، ما أسمك يا صغيرتي I said hey, what's your name baby
ربما يكون لنا نفس الرؤيا Maybe we can see things the same
الآن لا تنتظرِ أو تترددِ Now don't you wait or hesitate
دعينا نتحرك قبل أن يرفعوا تعريفة مواقف السيارات Let's move before they raise the parking rate
حسنا الآن صغيرتي، حسنا الآن All right now baby, it's all right now
إصطحبتها معي إلى بيتي I took her home to my place
أراقب كل حركة على وجهها Watching every move on her face
قالت إنظر، ما هي لعبتك يا عزيزي She said look, what's your game baby
هل تحاول أن تدفعني للرذيلة؟ Are you tryin' to put me in shame
قلت إهدائي لا تكوني بهذه السرعة I said "slow don't go so fast
ألا تعتقدِ أن الحب يمكن أن يدوم؟ Don't you think that love can last
فقالت الحب.. ياربي الأعلى She said Love, Lord above
الآن أنت تحاول خداعي بالحب Now you're tryin' to trick me in love
حسنا الآن صغيرتي، حسنا الآن All right now baby, it's all right now
حسنا الآن صغيرتي، حسنا الآن All right now baby, it's all right now

## وصلات خارجية
- حسنا الآن (أغنية)
- حسنا الآن (أغنية)
- حسنا الآن (أغنية)